# Jango Fett
Jango Fett és un personatge de l'univers de La Guerra de les Galàxies. Va ser interpretat per Temuera Morrison en l'episodi II de la saga: L'Atac dels Clons, que és l'única pel·lícula en la qual apareix.
El nom Fett inspira eficiència. Per aquells que van invertir els seus diners en algun encàrrec, aquest nom era sinònim d'acompliment. Per aquells amb raons per a témer, Fett significava captura o mort. El nom i la reputació van ser solament dues de les moltes coses que Boba va heretar del seu "pare", Jango. En els últims anys de la República, Jango Fett era considerat com el millor caça-recompenses i mercenari de la galàxia.
Un dedicat caça-recompenses i un expert en el combat cos a cos, Fett posseïa una armadura mandaloriana la qual incloïa un casc que li donava una respectable aparença. Però no era una simple armadura, aquesta estava acompanyada d'un arsenal d'armes i utilitats, incloent filoses navalles retractables, un arpó, blísters i altres eines més exòtiques. En combat, Jango feia servir la seva motxilla de propulsió per a obtenir avantatge de velocitat i altura sobre els seus enemics. A més, la motxilla de Jango també estava carregada amb un coet que podia ser llançat des de la mateixa esquena de Jango. Per a viatges interestel·lars, Jango viatjava a bord de la seva nau l'Esclau I.
Jango Fett es va quedar orfe a molt primerenca edat, un fill de simples comerciants grangers de Concord Dawn, els quals van ser assassinats brutalment, en una guerra civil contra les faccions dels Mercs Mandalorians. Vizsla va capturar a Jango i va forçar els seus pares a dir-li el que sabien sobre Jaster Mereel, però els Fett es van negar. Jango va ser capturat per Vizla i els seus pares van ser executats pels seus lacais. Jango va ser rescatat per Jaster Mereel i després va ser entrenat pels mandalorians. Jango va esdevenir un dels notables mandalorians, i es creia que aquest era l'únic sobrevivent d'aquest grup després de l'aniquilació d'aquests pels Cavallers Jedi. Es va alçar enfront de grans guerrers, aprenent a sobreviure en perillosos territoris, utilitzant la seva característica armadura.